# 中华人民共和国残疾人
据2006年第二次全国残疾人抽样调查数据显示，中华人民共和国有残疾人8300多万，涉及7000多万个家庭、2.6亿人口。
《中华人民共和国残疾人保障法》对残疾人的定义为：残疾人是指在心理、生理、人体结构上、某种组织、功能丧失或者不正常，全部或部分丧失以正常方式从事某种活动能力的人。残疾人包括视力、听力、言语、肢体、精神、多重和其他残疾人，其残疾标准以《第二次全国残疾人抽样调查残疾标准》（2006年）为准。
截至2023年，中国残疾人总人数达8591.4万人，其中肢体残疾人口为1735.5万人。

## 中国
以下依据2006年第二次全国残疾人抽样调查数据
重度残疾人（一、二级）2457万人，占29.62%；其余残疾人5839万人，占70.38%。
男性残疾人4277万人，占51.55%；女性残疾人4019万人，占48.45%。
城镇残疾人2071万人，占24.96%；农村残疾人6225万人，占75.04%。
残疾人文盲率为43.29%。

## 发展
中国残疾人事业主要由政府主导，具体工作由中国残疾人联合会执行。民间团体和个人也开始在帮助和关心残疾人上贡献自己的力量，发展潜力较大。

### 1966年前
主要由政府主导，开展各类对残疾人扶助、救济的活动，但在残疾人平等参与等方面没有涉及，残疾人只是作为一个被同情的群体。中国政府于1953年成立了中国盲人福利会，1960年又在农村设立了“五保”制度，并开始举办全国盲、聋人运动会。

### 1966-1976年
因文化大革命的影响，中国盲人聋哑人协会活动被迫停止。

### 1976年至今
1984年，中国残疾人福利基金会成立。
1987年，第一次全国残疾人抽样调查。
1988年，中国残疾人联合会成立，将残疾人事业纳入国民经济发展纲要。
1990年，《中华人民共和国残疾人保障法》实行(2008年4月第二次修订)。
1993年，国务院残疾人工作协调委员会成立（2006年更名为国务院残疾人工作委员会）。
2006年，第二次全国残疾人抽样调查。
2008年，2008年夏季残奥会在北京举行。加入《残疾人权利公约》，出台中发[2008]7号文件（中共中央国务院关于促进残疾人事业发展的意见）。
2015年，全国残疾人基本服务状况和需求专项调查。
2022年3月3日，国务院新闻办发表《中国残疾人体育事业发展和权利保障》白皮书。

## 活动
全国助残日、志愿者助残、红领巾助残、文化助残、科技助残、法律助残、推进城市无障碍环境建设，评选全国残疾人工作示范城市、阳光家园计划……